# Annika Becker
Annika Becker (ur. 12 listopada 1981 w Rotenburg an der Fulda) – niemiecka lekkoatletka, specjalizująca się w skoku o tyczce. Była wicemistrzyni świata.
Do jej największych sukcesów trzeba zaliczyć srebrny medal Mistrzostw Świata z 2003 w Paryżu tuż za Rosjanką Swietłaną Fieofanową, a przed obecną rekordzistką świata mistrzynią olimpijską, świata i Europy oraz halową mistrzynią świata i Europy Jeleną Isinbajewą. Becker ma również w dorobku złoto (Lublana 1997) oraz srebro (Ryga 1999) Mistrzostw Europy juniorów w lekkoatletyce a także srebrny medal Mistrzostw Świata Juniorów w Lekkoatletyce (Santiago 2000), zwycięstwo w Pucharze świata w lekkoatletyce (Madryt 2002) oraz pierwszą lokatę podczas Superligi Pucharu Europy (Florencja 2003).
Rekord życiowy (PB) Anniki Becker wynosi 4,77 m i został on ustanowiony 7 lipca 2002 w Bochum. Do lipca 2011 był to rekord Niemiec.